# John Roemer
John E. Roemer (/ˈroʊmər/; Washington, D.C., 1 de fevereiro de 1945) é um economista e cientista político estadunidense. Atualmente, ele é professor de Ciência Política e Economia na Universidade de Yale.
Roemer contribuiu principalmente para cinco áreas: economia marxiana, justiça redistributiva, competição política, equidade e mudança climática e teoria da cooperação. Fez parte do Grupo de Setembro, de inspiração marxista analítica.